# Диего Домингес
Диего Домингес Лорт (на испански: Diego Domínguez) е испански актьор, певец и танцьор. Известен е с ролята си на Диего в латиноамериканския сериал Violetta.

## Биография и кариера
Диего Домингес е роден на 13 октомври 1991 г. в Сарагоса, Арагон, Испания.
Домингес започва кариерата си на дванадесет години, когато се появява на прослушванията на програмата TVE1, Eurojunior. Това е програма, която намира един испански представител в първия конкурс на Junior Eurovision Song, който трябва да се проведе в Копенхаген. Въпреки че Диего не е бил избран, той е бил сред финалистите.
Тази програма, започнатата през 2004 с групата „3+2“ е образувана от Мария Исус Лопес Валдерама, Бланка Ликуете Марк, Сергио Исус Гарсия Джил и Ируне Агире Тенс. Те издават четири албума на пазара: „Girando sin parar“, „Mueve el esqueleto“, „Un sitio ideal“ и „Trollz: melenas a la moda“. През 2007 Бланка напуска групата и е последвана от Урсула Аморес, също и от участника за Eurojunior. Същата година, след приключване на турнето, групата най-после се разпада и всеки тръгва по своя път.
През 2009 г. Диего и Мария Исус формират дуото „Juego de dos“. Публикуват първия си едноименен албум със заглавието на групата на 19 март 2009 г. След около две години групата се разпада.
През 2013 г., заедно с всички актьори от Violetta, започва турне, наречено Violetta: en vivo.
Сега Диего е част от интернационалното турне Violetta Live.

## Турнета
- Violetta: en Vivo (2013 – 2014)
- Violetta Live (2015)